# Robert James Dvorak
Robert James Dvorak (* 3. Oktober 1919 in Chicago, Illinois; † 22. Juli 2020 in Houston, Texas) war ein US-amerikanischer Komponist, Hornist und Musikpädagoge.

## Werdegang
Dvoraks Vater war ein Trompeter tschechischer Herkunft, seine Mutter stammte aus Norwegen. Er hatte im Alter von acht Jahren den ersten Musik- und Klavierunterricht bei dem tschechischen Komponisten Frank Mulacek und ab dem zwölften Lebensjahr Hornunterricht bei dem Dirigenten Karel Husa. Später bekam er auch Unterricht von Josef Mourek, Max Pottag und Philip Farkas. An der J. Sterling Morton High School and College in Cicero, Illinois, war er von 1933 bis 1937 Schüler von Louis M. Blaha.
Er besuchte dann das Chicago Musical College Conservator und studierte Komposition bei Max Wald. 1941 wurde er zur Armee eingezogen und wurde Erster Solohornist der United States Military Academy Band. Nach dem Zweiten Weltkrieg setzte er sein Musikstudium in Chicago fort und wurde Mitglied der Tudor Madrigal Singers, die unter William Ballards Leitung auch einige Kompositionen Dvoraks aufführten. Er unterrichtete dann am Wilson Junior College in Chicago und erhielt 1949 von James Baar, dem Chordirigenten des Chicago Symphony Orchestra, den Auftrag zur Komposition der Weihnachtskantate The Nativity, die im gleichen Jahr uraufgeführt wurde.
Während des Koreakrieges war Dvorak Assistent Bandmaster der US Military Academy Band in West Point unter Leitung von Francis E. Resta. Er komponierte und arrangierte mehrere Werke für die Band, und der dritte Satz seiner West Point Symphony wurde ein Klassiker der Literatur für Blasorchester. Nach dem Tod Blahas 1953 wurde er Leiter des Musikdepartments an der J. S. Morton College and High School und Direktor der Kunstausbildung am J. Sterling Morton College; letzteren Posten hatte er bis 1980 inne. 1955 gründete er das Sommermusikcamp für junge Musiker in Camp Lake, das er ebenfalls bis 1980 leitete. In drei Sommern unterrichtete er auch beim National Music Camp in Interlochen.
Als Präsident der Illinois Music Educators Association entsandte er 1969 300 Studenten zur International Society for Music Education Conference nach Frankreich. Da an der Konferenz auch Vertreter mehrerer sozialistischer Staaten teilnahmen, interessierte sich die CIA wegen des Verdachts kommunistischer Umtriebe für ihn. Zwischen 1970 und 1974 war er Präsident des Chicago und Midwest Chapter der International Society for Contemporary Music. 1975 unternahm er mit Studenten eine Konzerttournee durch die Tschechoslowakei, Österreich und Ungarn. Seit 1990 lebte Dvorak als Komponist und Mitglied des Tschechischen Kulturzentrums Houston in Richmond, Texas.